# 일리언 3
《일리언 3》(영어: Children of the Corn III: Urban Harvest)은 미국에서 제작된 제임스 D. R. 히콕스 감독의 1995년 초자연 슬래셔 비디오 영화이다. 옥수수밭의 아이들 영화 프랜차이즈 세 번째 작품이다. 대니얼 서니 등이 출연하였고, 게리 디퓨 등이 제작에 참여하였다. 샬리즈 세런, 이바나 밀리체비치, 니컬러스 브렌던의 영화 데뷔작이다.
1996년 서사상으로 연결되지 않는 속편 《일리언 4》가 나왔다.

## 줄거리
일라이는 14살 때 옥수수 농사를 짓는 아버지와 네브래스카주 개틀린으로 이사한다. 그 후 조슈아가 입양되면서 둘은 형제가 된다.
"옥수수밭 고랑 뒤를 걷는 자"와 연결되어 있어 초능력을 쓰는 일라이가 조슈아 몰래 조슈아의 아버지를 살해한 뒤 일라이와 조슈아는 윌리엄과 어맨다 포터 부부의 시카고 위탁 가정에 들어간다. 포터가에 도착한 첫날 밤 일라이는 근처 빈 공장터에서 "옥수수밭 고랑 뒤를 걷는 자"에게 기도를 올리며 옥수수알을 심는다. 학교 생활에 잘 녹아든 조슈아와 달리 일라이는 아미시파를 연상시키는 개틀린 시절 옷을 고집하며 현대 사회 생활 양식을 혐오한다.
일라이가 보통 아이가 아니며 옥수수밭에 심상치 않은 기운이 서려있음을 깨달은 어맨다는 옥수수를 잘라내려고 시도하다가 "옥수수밭 고랑 뒤를 걷는 자"에게 공격받는다. 정신없이 도망치던 어맨다는 머리에 배관이 처박혀 사망한다. 윌리엄은 슬픔을 달랠 겸 온갖 병충해에 무적이며 제철이 아닌 시기에 척박한 땅에서도 풍성하게 자라는 일라이의 옥수수를 사업화하는 데 골몰하여 투자자를 찾아낸다. 일라이의 옥수수를 먹는 아이들은 "옥수수밭 고랑 뒤를 걷는 자" 추종자가 된다는 걸 알지 못한 채. 곧 일라이는 설교로 학교 아이들을 휘어잡아 교장의 권위를 묵살하고 이웃 어른들을 살해하기 시작한다.
옛 신문 기사를 통해 조슈아는 일라이가 1964년부터 성장하지 않았으며 추분 보름달마다 사람들을 죽여왔음을 알게 된다. 조슈아는 개틀린으로 돌아가 일라이가 신성시하는 "옥수수밭 고랑 뒤를 걷는 자" 성경을 회수한다. 시카고로 돌아온 조슈아는 막 윌리엄을 살해한 일라이를 성경으로 유인한 뒤 일라이와 성경을 동시에 낫으로 찌른다. 일라이가 사망하자 촉수가 달린 괴물 "옥수수밭 고랑 뒤를 걷는 자"가 나타나 자신의 지배력에서 풀려난 추종자들을 해친다. 고전 끝에 조슈아가 뿌리를 닮은 하체를 낫으로 치자 "옥수수밭 고랑 뒤를 걷는 자"가 쓰러진다.
전 세계로 수출되기 시작한 일라이의 옥수수 첫 발송분이 독일에 도착한다.

## 출연
- 대니얼 서니 - 일라이 포터 역
- 론 멀렌데즈 - 조슈아 포터 역
- 마리 모로 - 마리아 엘크먼 역
- 마이클 엔사인 - 프랭크 놀런 신부
- 존 클레어 - 맬컴 엘크먼 역
- 듀크 스트라우드 - 얼 역
- 랜스 하워드 - 직원 역
- 브라이언 펙 - 제이크 위트먼 역
- 낸시 리 그란 - 어맨다 포터 역
- 짐 메츨러 - 윌리엄 포터 역
- 이벳 프리먼 - 서맨사 역
- 샬리즈 세런 - 일라이 추종자 역 (크레디트 미기재)
- 이바나 밀리체비치 - 일라이 추종자 / 시종 역
- 니컬러스 브렌던 - 농구 선수 역

## 기타 제작진
- 제작 감독: 짐 베그
- 제작 협력: 도널드 폴 펨릭, 토머스 C. 레이논
- 배역: 도널드 폴 펨릭
- 음악 감독: 로빈 어댕
- 분장 효과: 스크리밍 매드 조지
- 음향 디자인: 조너선 밀러
- 의상 감독: 마크 브리지스